# Phạm Văn Các
Phạm Văn Các (sinh năm 1960) là Trung tướng Công an nhân dân Việt Nam đã nghỉ hưu, nguyên Cục trưởng Cục Cảnh sát điều tra tội phạm về ma túy (C04), Bộ Công an Việt Nam, nguyên Phó Thủ trưởng Cơ quan Cảnh sát Điều tra, Bộ Công an.

## Tiểu sử
Phạm Văn Các sinh tháng 8 năm 1960, có quê quán tại tỉnh Bắc Ninh.
Ngày 29 tháng 11 năm 2016, Thiếu tướng Phạm Văn Các, Cục trưởng Cục Tham mưu Cảnh sát, Bộ Công an được Bộ trưởng Bộ Công an Tô Lâm điều động và bổ nhiệm giữ chức vụ Phó Tổng cục trưởng Tổng cục Cảnh sát, Bộ Công an Việt Nam.
Ngày 10 tháng 8 năm 2018, Thiếu tướng Phạm Văn Các được Bộ trưởng Bộ Công an Tô Lâm kí quyết định bổ nhiệm làm Cục trưởng Cục Cảnh sát điều tra tội phạm về ma túy (C47), Bộ Công an Việt Nam.
Tháng 6 năm 2019, ông được Chủ tịch nước Nguyễn Phú Trọng ký quyết định thăng quân hàm từ Thiếu tướng lên Trung tướng.
Từ ngày 1 tháng 6 năm 2020, ông nghỉ công tác chờ hưởng chế độ hưu trí. Ông nghỉ công tác chờ hưu trước hai tháng (ông sinh tháng 8 năm 1960) vì không đủ tuổi tái cử. Kế nhiệm ông giữ chức vụ Cục trưởng Cục Cảnh sát điều tra tội phạm về ma túy và Phó Thủ trưởng cơ quan Cảnh sát điều tra của Bộ Công an là Thiếu tướng Nguyễn Văn Viện, sinh năm 1966, Phó Giám đốc Công an thành phố Hà Nội.